# Luis Solari Tudela
Luis Solari Tudela (Lima, 3 de diciembre de 1935 - 9 de febrero de 2013) fue un diplomático, abogado y profesor peruano; experto en Derecho Internacional Público, Derecho del Mar y uno de los dos únicos juristas peruanos elegidos para formar parte de la Comisión de Derecho Internacional de Naciones Unidas.
Fue uno de los principales defensores de la tesis peruana en la controversia sobre delimitación marítima entre el Perú y Chile. Fue quien planteó por primera vez a Chile la posibilidad de recurrir a la Corte Internacional de Justicia de La Haya para resolver dicho diferendo marítimo, siendo también reconocido como el autor intelectual del sustento jurídico y de la estrategia procedimental que permitieron al Perú presentar su demanda territorial ante ese máximo tribunal de justicia internacional.

## Biografía
Luis Solari Tudela fue casado y tuvo dos hijos. Se graduó de abogado en la Pontificia Universidad Católica del Perú y realizó su posgrado en la Academia Diplomática del Perú y en el Instituto Universitario de Altos Estudios Internacionales de Ginebra. Desde su ingreso al Servicio Diplomático del Perú en 1961 desempeñó diversos puestos de importancia en la Cancillería peruana hasta julio del 2006 en que dejó la diplomacia activa para dedicarse a difundir en el ámbito académico, político, diplomático y entre la opinión pública, la importancia de solucionar la controversia sobre límites marítimos con Chile.

## Principales cargos diplomáticos

### En Lima
- Viceministro secretario general de Relaciones Exteriores.
- Secretario de Política Exterior.
- Asesor jurídico del ministro de Relaciones Exteriores.
- Subsecretario de Asuntos Bilaterales.
- Director de Organismos Internacionales.
- Director de Evaluación de la Cancillería.
- Secretario del Ministro de Relaciones Exteriores.

### Encargos especiales
- Como Asesor Jurídico y, luego, como Viceministro de Relaciones Exteriores, formuló el sustento jurídico e implementó la estrategia procedimental que permitió al Perú presentar su demanda por este litigio territorial ante la Corte Internacional de Justicia de La Haya (2003-2004).
- Miembro de la Comisión de Derecho Internacional de Naciones Unidas (1987-1991)[11]
- Experto peruano en el Grupo Jurídico - Técnico del Sector Lagartococha, en las Negociaciones con Ecuador que concluyeron con el Acuerdo de Paz con ese país (1998). .
- Miembro del equipo negociador en las ruedas de conversaciones peruano-chilenas sobre la mediterraneidad de Bolivia (1976).

### En el exterior
- Embajador del Perú en el Reino Unido de Gran Bretaña e Irlanda del Norte, con concurrencia en la República de Irlanda. (6 de octubre de 2004 - 27 de julio de 2006)
- Embajador del Perú en la República Italiana, con concurrencias en Croacia, Chipre, Malta y la Orden Soberana Militar de Malta.
- Embajador del Perú en la Santa Sede. (1992 - 1995 y 3 de octubre de 1997 - 30 de octubre de 2000)
- Embajador del Perú en Panamá.
- Representante Alterno del Perú ante la Oficina de las Naciones Unidas en Ginebra.
- Segundo Secretario Encargado de Negocios a.i. en Haití,
- Tercer Secretario de la Embajada del Perú en el Reino Unido de Gran Bretaña.

## Docencias
Más de 35 años de profesor en diferentes universidades:
- Profesor de Derecho Internacional Público en la Universidad Nacional Federico Villarreal.
- Profesor de Relaciones Internacionales en la Universidad Nacional Federico Villarreal.
- Profesor de Derecho Internacional Público en la Universidad Inca Garcilaso de la Vega.
- Profesor de Derecho Internacional Público en la Academia Diplomática del Perú.
- Profesor de Derecho Internacional Público en la Universidad San Martín de Porres.
- Profesor de Derecho Internacional Público en la Universidad de Lima.
- Profesor de Derecho Internacional Público en la Universidad Central de Panamá.

## Publicaciones
- Libro Derecho Internacional Público que cuenta con diez ediciones.
- Colaborador en la página editorial de diarios limeños El Comercio y La República en temas de Relaciones Internacionales y Derecho Internacional Público.
- Publicaciones en revistas especializadas.

## Membresías
- Miembro fundador del grupo "Jorge Basadre", sociedad de intelectuales peruanos sin distinciones políticas, preocupados por la defensa de los intereses nacionales.
- Miembro del Colegio de Abogados de Lima.
- Miembro honorario del Colegio de Abogados de Panamá.
- Miembro titular de la Sociedad Peruana de Derecho Internacional.
- Miembro del Club Nacional.

## Condecoraciones
- Caballero de la Orden "Cóndor de los Andes" de Bolivia
- Gran Cruz de las Órdenes "El Sol del Perú" y "al Mérito por Servicios Distinguidos" del Perú.
- Gran Cruz de la Orden "Vasco Núñez de Balboa" de Panamá.
- Gran Cruz de la Orden del Piano de la Santa Sede.
- Gran Cruz de la Orden de Malta.
- Gran Cruz de la "Orden de Río Branco" de Brasil.
- Gran Cruz de la "Orden Bernardo O´Higgins" de Chile .